# Валве, Вяйнё
Вайно Валве (1895-1995) финский егерь-генерал, с 1926 по 1946 командовал береговой обороной и Военно-морскими силами Финляндии, с декабря 1944 по апрель 1945 Министр обороны Финляндии. После завершения советско-финской Зимней войны, был инициатором организации Братство ветеранов войны (18.08.1940 - 18.08.2025) и являлся его Председателем с 1943 по 1956 год. Он был последним из егерей и с его смертью завершилась история Егерей Финляндии.

## Личная жизнь
Вайно Валве родился 28 декабря 1895 года в Лааппенранте Великого княжества Финляндия Российской империи, в семье кузнеца Матти Рихарда Вахатупа и его жены Матильды Лехтинен. Начальное образование в пять классов он получил в общеобразовательной школе города Лааппенранты (позднее в 1919 он закончил седьмой класс), после чего поступил в технический колледж города Тампере, но не закончил его.
В 1921 он женился на Маргарете Хелене Корнер, дочере купца Николая Корнера и его жены Хелене Сорьенен. В браке у него родились трое детей: Мирья (род.1922), Хелена (1925-2005) и Сакери (род. 1928).
В 1948 году он развёлся и вновь женился на Айли Ауне Хаахти, дочери священника Ханну Хаахти и Ловисы Гейтлин . 
С 1950 по 1959 он работал управляющим разными отделениями КОП-банка (фин. Kansallis-Osake-Pankki). 
Умер 11 марта 1995 года в возрасте 99 лет.  

## Военная карьера

### Первая мировая война
С началом Первой мировой войны многие его сверстники поехали добровольцами из Финляндии в Германию, так и Вайно, в 1915 году, сначала изменил свою фамилию Вахатупа на более патриотическую Валве, а зимой по маршруту Васа - Умео, вместе с Тойво Вейстаро (Винквистом), перешел на лыжах Ботнический залив в самом узком его месте, чтобы попасть через Швецию в Германию, где 01.05.1916 вступил в 27-й Егерьский батальон. С 17.11.1916 был зачислен в гаубичную батарею егерьской артиллерии.
Принимал участие в позиционной войне на Рижском заливе, а зимой - на реке Западная Аа (Митавская операция).
К 1917 году произведён в гильфсгруппенфюреры, и чуть позже в группенфюреры.

### Гражданская война в Финляндии
25 февраля 1918 года, Вайно Валве в основном составе Егерьского батальона, прибыл из Германии в Финляндию. Принимал участие со стороны белых финов в боях при Тампере и Выборге. 

### Между войнами
В 1919 году, закончив седьмой класс общеобразовательной школы, Вайно Валве ездил в Англию с учебной командировкой, и после этого был назначен команандиром тяжелого артиллерийского полка с дислокацией в районе города Лааппенранты.
С 1925 по 1926 Вайно Валве учился в Военной академии и окончил курс командиров. Параллельно с этим, он был назначен командиром береговой артиллерии, сменив Арно Альмквиста, который был отстранен от должности за недоверием финским националистическим движением.
С 1927 по 1929 тамже окончил военно-морской факультет. После этого ездил с учебной командировкой в Германию и в 1930 окончил подготовку, пройдя курс морской обороны на общем факультете Военной академии. Параллельно возглавив, дополнительно к береговой обороне, и военно-морские силы.
В 1933 ездил в учебную командировку в Италию.

### Вторая мировая война (01.09.1939-08.05.1945]]
- Советско-финская Зимняя война (30.11.1939-12.03.1940)

Вайно Валве оставался на своем посту командира береговой обороны и военно-морских сил. За заслуги во время войны ему присвоили звание генерал-лейтенанта.
- Финско-советская война (25.06.941-19.09.1944)

Вайно Валве продолжал свою службу. Он организовал плотное сотрудничество с "Кригсмарине". Германским командованием было подтверждено его звание группенфюрер, которое в нацистской Германии соответствовало званию генерал-лейтенант. 
- Лапландская война (15.09.1944-27.04.1945)

С 1 декабря 1944 по 17 апреля 1945 Вайно Валве был Министром обороны Финляндии. Под давлением Контрольной комиссии, куда входили представители СССР, его заменили на Пеккала Мауно.

### Послевоенное время
Вайно Валве занимался ветеранскими организациями, в частности был Председателем Братства ветеранов войны с 1943 по 1956 год.
В 1992 году ему было присвоено звание егерь-генерал. 